# Архитекторы московского модерна (монография)
«Архитекторы московского модерна. Творческие портреты» — монография доктора искусствоведения, одного из крупнейших в России специалистов в области истории архитектуры рубежа XIX—XX веков М. В. Нащокиной. рассказывающая об архитектуре московского модерна и содержащая биографии и перечни творческих работ архитекторов, работавших в этом стиле. «Архитекторы московского модерна. Творческие портреты» — одно из наиболее полных справочных изданий, посвящённых архитекторам эпохи модерна и их постройкам.

## Содержание
Издание содержит общий очерк «Московский модерн. Эпоха и стиль», в котором автор описывает состояние архитектуры и строительства Москвы начала XX века («Город»), исследует стилевые особенности московского модерна, предпосылки его возникновения («Стиль») и даёт общую характеристику зодчих, работавших в этом стиле, роль в формировании их творческого почерка Московского училища живописи, ваяния и зодчества и Московского архитектурного общества («Творцы»).
Вторая часть книги содержит биографии архитекторов, работавших в Москве в стилистике модерна. О каждом архитекторе написана отдельная статья, которая акцентирует вклад зодчего в развитие московского модерна и, как правило, кратко касается остального его творчества. Статьи содержат хронологический перечень работ (включая нереализованные проекты) и библиографию, использованную М. Нащокиной при написании биографии.
Книга содержит большое количество иллюстраций зданий и сооружений московского модерна и фотографии архитекторов, подобранные М. В. Нащокиной и М. В. Золотарёвым. Иллюстративный материал третьего издания существенно расширен.

### Биографии, представленных в книге
Ряд биографий архитекторов, представленных в книге, ограничен авторским выбором М. В. Нащокиной. В третье издание вошли статьи о следующих архитекторах московского модерна:
1. Адамович, Владимир Дмитриевич
2. Апышков, Владимир Петрович
3. Барановский, Гавриил Васильевич
4. Бардт, Траугот Яковлевич
5. Барютин, Иван Тимофеевич
6. Благовещенский, Николай Николаевич
7. Бойцов, Пётр Соймонович (Самойлович)
8. Бондаренко, Илья Евграфович
9. Бони, Иван Иванович
10. Браиловский, Леонид Михайлович
11. Бржозовский, Станислав Антонович
12. Валькот, Вильям Францевич
13. Васнецов, Виктор Михайлович
14. Вашков, Сергей Иванович
15. Висневский (Висьневский), Павел Павлович
16. Воейков, Владимир Васильевич
17. Воскресенский, Флегонт Флегонтович
18. Врубель, Михаил Александрович
19. Галензовский (Галэнзовский), Степан (Стефан) Петрович
20. Галецкий, Александр Антонович
21. Гельрих, Густав Августович
22. Геппенер (Гепнер), Максим (Макс; Вильгельм-Эдуард Максим) Карлович
23. Гиппиус, Карл Карлович
24. Гончаров, Сергей Михайлович
25. Гребенщиков, Александр Сергеевич
26. Гунст, Анатолий Оттович
27. Гуржиенко, Антон Михайлович
28. Даукша, Леон (Леон-Франциск) Францевич
29. Дриттенпрейс, Пётр (Пётр-Иосиф) Александрович
30. Дубовской, Валентин Евгеньевич
31. Дулин, Капитолий Абрамович
32. Дурнов, Модест Александрович
33. Евланов, Георгий (Егор) Павлович
34. Евланов, Николай Павлович
35. Ерамишанцев, Василий Иванович
36. Жерихов, Николай Иванович
37. Жуков, Николай Константинович
38. Залесский, Сергей Борисович
39. Заруцкий, Павел Александрович
40. Зеленко, Александр Устинович
41. Зелигсон, Адольф Ноевич (Норбертович)
42. Иванов, Александр Васильевич
43. Иванов, Гавриил Николаевич
44. Иванов-Шиц, Илларион Александрович
45. Калмыков, Александр Михайлович
46. Калугин, Сергей Михайлович
47. Кекушев, Лев Николаевич
48. Клейн, Роман (Роберт Юлиус) Иванович
49. Когновицкий, Франц (Франциск-Антоний) Андреевич
50. Кольбе, Фёдор Никитич
51. Кондаков, Иван Иванович
52. Кондратенко, Иван Гаврилович
53. Коровин, Константин Алексеевич
54. Кузнецов, Александр Васильевич
55. Кузнецов, Василий Сергеевич
56. Кузнецов, Иван Сергеевич
57. Кулагин, Семён Фёдорович
58. Курдюков, Николай Сильвестрович
59. Кучинский, Станислав (Сильвестр) Доминикович
60. Лазарев, Никита Герасимович
61. Мазырин, Виктор Александрович
62. Макаев, Георгий Иванович
63. Малютин, Сергей Васильевич
64. Масленников, Виталий Семёнович
65. Матвеев (Матвеев-Калинин), Николай Прохорович
66. Машков, Иван Павлович (Соколов, Иван Михайлович)
67. Маят, Владимир Матвеевич (Морицевич)
68. Мейснер, Александр Фелицианович
69. Микини, Пётр Карлович
70. Милков, Антонин Аристархович
71. Мотылёв, Василий Иванович
72. Мясников, Василий Иванович
73. Нетыкса, Адольф (Иоанн) Адольфович
74. Нилус, Богдан Михайлович
75. Нирнзее, Эрнест (Ришард) Карлович
76. Остроградский, Анатолий Александрович
77. Перетяткович, Мариан Марианович
78. Поликарпов, Николай Дмитриевич
79. Померанцев, Александр Никанорович
80. Родионов, Сергей Константинович
81. Розен, Эммануил Матвеевич
82. Розенкампф, Клавдий Леонидович
83. Соловьёв, Сергей Устинович (Иустинович)
84. Стеженский, Леонид Васильевич
85. Струков, Иван Иванович
86. Струков, Николай Дмитриевич
87. Фалеев, Николай Григорьевич
88. Фомин, Иван Александрович
89. Харко, Пётр Викентьевич
90. Хорошкевич, Николай Порфирьевич
91. Чагин, Владимир Иванович
92. Шауб, Василий (Вильгельм-Иоганн-Христиан) Васильевич
93. Шевяков, Николай Львович
94. Шервуд, Владимир Владимирович
95. Шехтель, Франц (Фёдор) Осипович
96. Шишковский, Осип Осипович
97. Шнауберт, Борис Николаевич
98. Шуцман, Сергей Сергеевич
99. Щёкотов, Пётр Павлович
100. Щусев, Алексей Викторович
101. Эйхенвальд, Николай Александрович
102. Эрихсон, Адольф Эрнестович
103. Юдицкий, Эдмунд Станиславович
104. Якунин, Николай Иванович

## Издания
- Нащокина М. В. Архитекторы московского модерна. Творческие портреты. — М.: «Жираф», 1998. — 315 с. — ISBN 5-89832-006-7.
- Нащокина М. В. Сто архитекторов московского модерна. Творческие портреты. — Изд. 2-е. — М.: «Жираф», 2000. — 304 с. — ISBN 5-89832-006-7.
- Нащокина М. В. Архитекторы московского модерна. Творческие портреты. — Изд. 3-е. — М.: «Жираф», 2005. — 536 с. — ISBN 5-89832-043-1.

Биографии и перечни работ архитекторов в третьем издании дополнены новыми сведениями. В текст внесены уточнения и исправления. В книге появился новый раздел — именной указатель заказчиков построек.

## Награды
Книга удостоена золотого диплома в номинации «Лучшее печатное издание об архитектуре и архитекторах» на Международном фестивале «Зодчество-2006».